# The Final Frontier
A The Final Frontier az Iron Maiden tizenötödik stúdióalbuma. A lemezt Kevin Shirley producer irányításával a Compass Point Studiosban rögzítették a Bahama-szigeteken, Nassauban, ahol 1983 és 1986 között három albumot is készítettek. A lemez 2010. augusztus 16-án jelent meg. Az ehhez kapcsolódó koncertturné a The Final Frontier World Tour, amely Dallasban kezdődött június elején, majd az együttes Európában, többek között Magyarországon is koncertezett.
2010. június 7-én az Iron Maiden hivatalos honlapján ingyenesen letölthetővé tették az album első kislemezét, az El Dorado című dalt. Az El Dorado 2011-ben Grammy-díjat kapott a legjobb metalteljesítményért kategóriában. Ez volt az együttes első megnyert Grammy-díja.
Az album és a kislemez sci-fi képregényeket idéző borítóját is Melvyn Grant készítette, aki korábban többször is dolgozott már az együttesnek. A lemezcímadó The Final Frontier című dalhoz az album sci-fi koncepciójába illő videóklipet készítettek.

## Az albumról
A Flight 666 turné után a dobos Nicko McBrain bejelentette, hogy a zenekar stúdiózni fog 2010-ben. Június 8-án a zenekar weboldalán felfedték az album borítóját, kiadásának dátumát, számlistáját, és ingyenesen letölthetővé tették az El Dorado című számot. A The Final Frontier World Tour koncertturné közben felvett koncertekből összeállították az En Vivo! című koncertalbumukat. A zenekar vezetője, a basszusgitáros Steve Harris azt mondta az albumról, hogy meglehet, ez a 15. album lesz az együttes utolsó stúdiólemeze, amire az album címe is utalt.
Steve Harris immáron negyedjére az album összes számában részt vett dalszerzőként, bár csak a záró When the Wild Wind Blows című számot szerezte egyedül. Az El Dorado című szám szövegét Dickinson szerezte. Az albumról csak a nyitó Satellite 15... The Final Frontier című számhoz készült videó. A turné koncertjein a szám és az El Dorado rögtön egymás után nyitották a koncerteket. Az album hangzása Kevin Shirley és Harris keverésével elég masszív lett, körülbelül a Somewhere in Time és a Brave New World albumok hangzása között van.

## Fogadtatás
A The Final Frontier rendkívül pozitív kritikákat kapott. A Metal Hammer szerint "egy igényes album, és a legtöbb Iron Maiden rajongó imádni fogja" Sok kritikus szerint Dickinson és Smith visszatérése óta a legjobb albumuk lett.[forrás?]
A turné során Dickinson többször is kérte a rajongóktól, hogy juttassák az albumot az országukban az első helyre.[forrás?] Az album végül 28 országban ért el első helyet, köztük Magyarországon is, és Angliában a Fear of the Dark óta az első album, ami az első helyen nyitott. A Billboard 200 listáján negyedik helyig jutott, ami az eddigi legjobb eredmény, amit Amerikában elért a zenekar.[forrás?]

## Az album dalai
| 1.    | Satellite 15... The Final Frontier | Smith, Harris            | 8:41  |
| 2.    | El Dorado                          | Smith, Harris, Dickinson | 6:48  |
| 3.    | Mother of Mercy                    | Smith, Harris            | 5:20  |
| 4.    | Coming Home                        | Smith, Harris, Dickinson | 5:52  |
| 5.    | The Alchemist                      | Gers, Harris, Dickinson  | 4:29  |
| 6.    | Isle of Avalon                     | Smith, Harris            | 9:06  |
| 7.    | Starblind                          | Smith, Harris, Dickinson | 7:48  |
| 8.    | The Talisman                       | Gers, Harris             | 9:03  |
| 9.    | The Man Who Would Be King          | Murray, Harris           | 8:28  |
| 10.   | When the Wild Wind Blows           | Harris                   | 10:59 |
| 76:34 |                                    |                          |       |

## Közreműködők
- Bruce Dickinson – ének
- Dave Murray – gitár
- Janick Gers – gitár
- Adrian Smith – gitár, vokál
- Steve Harris – basszusgitár, vokál, billentyűs hangszerek
- Nicko McBrain – dob